# Helenówka (Wołomin)
Helenówka (alt. Helenówek) – dawniej samodzielna miejscowość, od 1961 część Wołomina, w województwie mazowieckim, w powiecie wołomińskim. Leży w południowej części Wołomina, wzdłuż ulicy Marszałkowskiej.
W latach 1867–1954 wieś w gminie Ręczaje w powiecie radzymińskim. 20 października 1933 weszła w skład gromady Leśniakowizna w granicach gminy Ręczaje, składającej się z miejscowości Leśniakowizna, Podleśniakowizna i Helenówka.
Od 1 lipca 1952 w powiecie wołomińskim.
W związku z reorganizacją administracji wiejskiej jesienią 1954 Helenówka weszła w skład gromady Ossów.
1 stycznia 1958 Helenówkę wyłączono z gromady Ossów i włączono do Wołomina.